# Saigona sinicola
Saigona sinicola är en insektsart som beskrevs av Liang och Song 2006. Saigona sinicola ingår i släktet Saigona och familjen Dictyopharidae. Inga underarter finns listade i Catalogue of Life.